# Фрідріх I (герцог Саксен-Гота-Альтенбурзький)
Фрідріх I (нім. Friedrich I., 15 липня 1646 — 2 серпня 1691) — герцог Саксен-Гота-Альтенбургу у 1675—1691 роках, фактично правив з 1674 року. Син герцога Саксен-Готи Ернста I та принцеси Саксен-Альтенбурзької Єлизавети Софії. Перший час правив разом із молодшими братами, у 1680 році була укладена угода про розділ земель. У 1685 році ввів у країні прімогенітуру.
У 1677 році почав будівництво заміської резиденції Фрідріхсверт, а у 1683 році заснував Готський придворний театр. Створив постійну армію, яка на момент його смерті налічувала 10 тисяч осіб. Цікавився алхімією.
Залишив щоденники.

## Біографія

### Ранні роки
Народився 15 липня 1646 року у Готі. Був сьомою дитиною та четвертим сином в родині правлячого герцога Саксен-Готи Ернста I та його дружини Єлизавети Софії Саксен-Альтенбурзької. Мав старших сестер, Єлизавету Доротею, Софію та Йоганну, й брата Йоганна Ернста. Інші діти померли в ранньому віці до його народження. Згодом сімейство поповнилося одинадцятьма молодшими дітьми, з яких вижили семеро.
Мешкала сім'я у Готі. Від 1643 року тривало будівництво нової резиденції Фріденштайн. Основні роботи були завершені у 1654 році. До 1672 року йшло укріплення фортифікацій. 

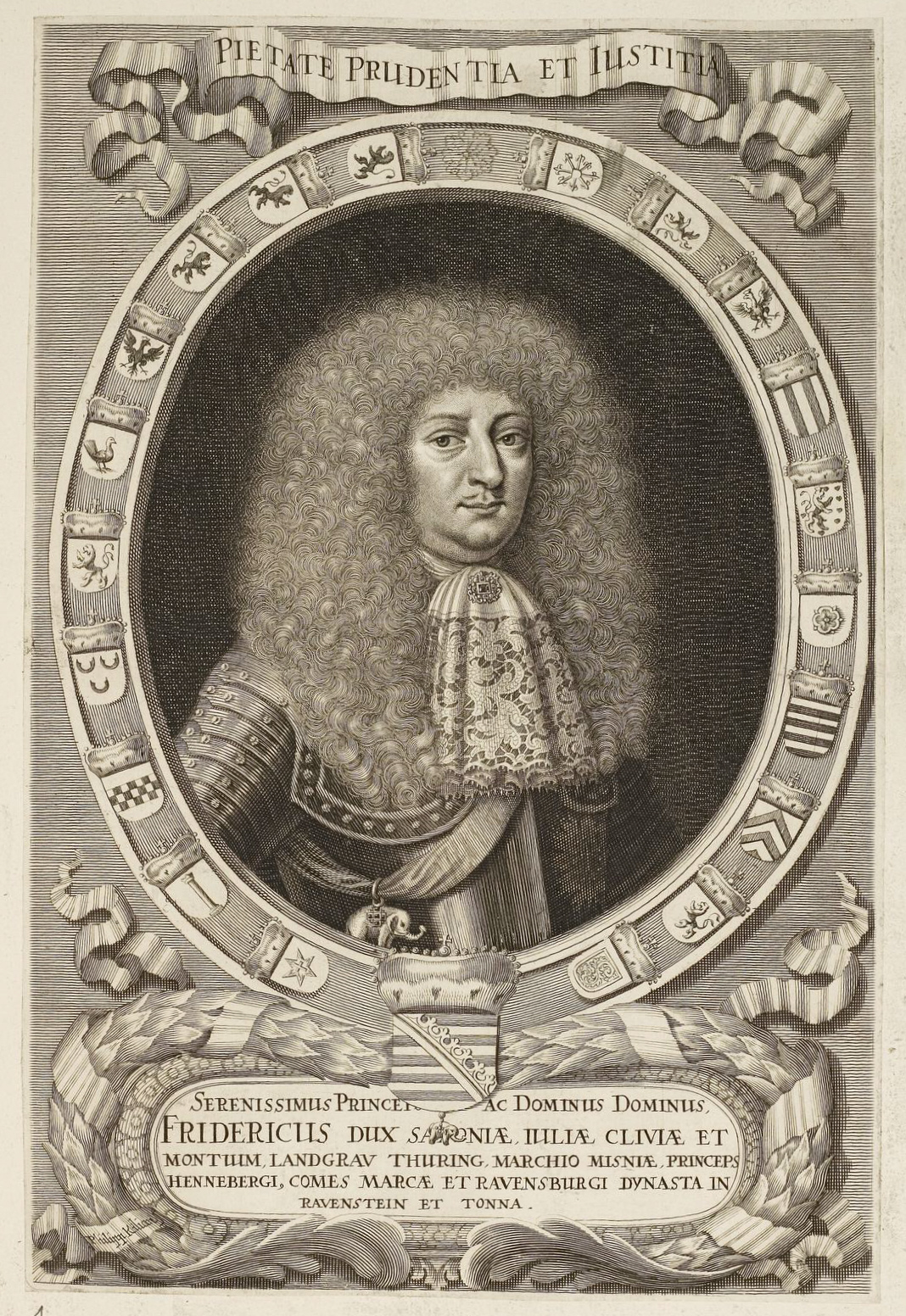
Фрідріх на гравюрі Філіпа Кіліана

У грудні 1657 року герцогське сімейство вразила епідемія віспи. Старший син та дві доньки померли. Фрідріх після цього залишився найстаршим із виживших хлопчиків. Вихованням спадкоємця займалися Людольф Гіоб, Абрахам Гісбах та Йоганн Міліус.
У 1664 році Фрідріх навчався у Страсбурзькому університеті, а у 1666 — здобував освіту в університеті Єни. Здійснив кілька мандрівок Європою, однією з них була подорож 1667 року до Франції.
У 23 роки він узяв шлюб із 21-річною принцесою Саксен-Вайссенфельською Магдаленою Сибіллою. Весілля відбулося 14 листопада 1669 року в Галле. У подружжя народилося восьмеро дітей.
У 1672 році Саксен-Альтенбурзьке герцогство відійшло Готі, й Ернст призначив Фрідріха його управителем. Слабшаючи здоров'ям, герцог у 1674 році оголосив старшого сина регентом усіх земель. У березні 1675 року Ернст помер, і Фрідріх став правителем Саксен-Готи. Оскільки в країні не було прімогенітури, він правив разом із молодшими братами.

### Правлячий герцог

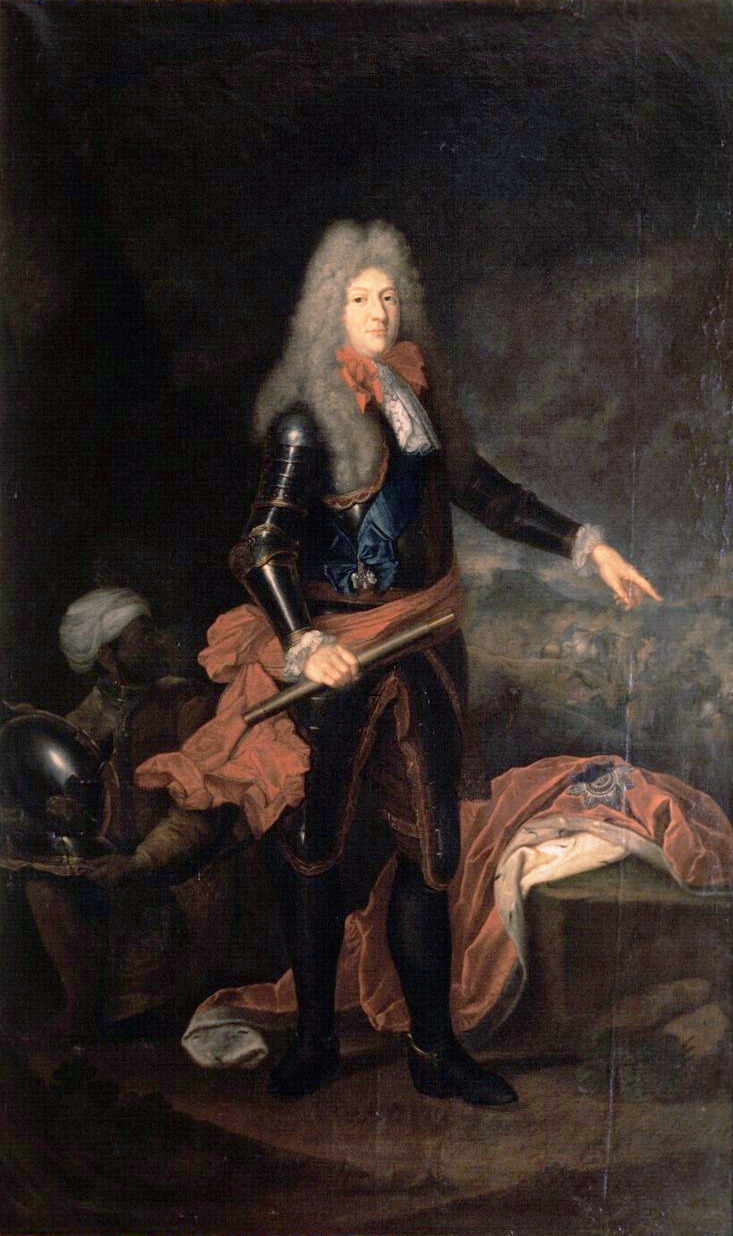
Портрет Фрідріха I, приписується Крістіану Шілбаху, 1711, замок Фріденштайн

Перший час герцоги разом вели спільне господарство у замку Фріденштайн, але вже у 1676 році скасували дану домовленість та почали переговори щодо поділу батьківських земель. Остаточний договір про розділ Саксен-Готи був підписаний 24 лютого 1680 року. Фрідріх отримав міста Гота, Теннеберг, Ваксенбург, Іхтерхаузен, Георгенталь, Шварцвальд, Райнхардсбрунн, Фолькенроде, Оберкраніхфельд, Альтенбург, Лейхтенбург та Орламюнде. Землі складалися з трьох великих областей поблизу Готи, Кали та Альтенбургу й шести невеликих анклавів. Фактично, території повторювали старе герцогство Саксен-Альтенбург. Нове державне утворення отримало назву Саксен-Гота-Альтенбург. Своїм девізом правитель обрав: «Благочестя, розсудливість і справедливістьǃ».
У 1676—1680 роках коштом герцога була відновлена стара кірха святого Августіна в Готі. У 1684 році була передрукована, так звана, «Ернестинська Біблія».
Близько 1680 року Фрідріх оселився у замку Фрідріхсверт, хоча офіційно нова будівля була відкрита лише дев'ять років потому. Втім, основною резиденцією продовжував вважатися Фрідріхштайн. У січні 1681 року пішла з життя його дружина. Вже за сім місяців він узяв другий шлюб із 36-річною принцесою Баден-Дурлахською Крістіною. Весілля пройшло 14 серпня 1681 року в Ансбаху. Спільних дітей у подружжя не було.
У 1683 році заснував Готський придворний театр, який існує і досі. У тому ж році брав участь у першій битві Великої Турецької війни під Віднем. Згодом бився із французами під час війни за Пфальцьку спадщину. Створив у герцогстві постійну армію, чисельність якої у 1691 році сягнула 10 000 осіб. Військові справи вкрай негативно вплинули на фінанси країни.
У 1685 році, маючи двох синів, ввів у герцогстві прімогенітуру. Указом від 6 лютого 1688 року вона була підтверджена імператором Леопольдом I. В іншому, продовжував політику батька, дотримуючись прийнятих за нього законів.
Полюбляв помпу й французьку моду, носив перуку та витрачав багато грошей на алхімічні експерименти. Залишив детальні щоденники.
Помер 2 серпня 1691 року у резиденції Фрідріхсверт. Був похований у князівській крипті кірхи замку Фріденштайн у Готі.

## Родина
Дружина —  Магдалена Сибілла Саксен-Вайссенфельська
Діти:
- Анна Софія (1670—1728) — дружина князя Шварцбург-Рудольштадта Людвіга Фрідріха I, мала численних нащадків;
- Магдалена Сибілла (1671—1673) пішла з життя в дитячому віці;
- Доротея Марія (1674—1713) — дружина герцога Саксен-Мейнінгену Ернста Людвіга I, мала п'ятеро дітей;
- Фредеріка (1675—1709) — дружина принца Йоганна Августа Ангальт-Цербстського, дітей не мала;
- Фрідріх (1676—1732) — наступний герцог Саксен-Гота-Альтенбургу у 1691—1732, був пошлюблений з Магдаленою Августою Ангальт-Цербстською, мав численних нащадків;
- Йоганн Вільгельм (1677—1707) — генерал-фельдмаршал австрійської армії, загинув у битві при Тулоні під час війни за іспанську спадщину, одружений не був, дітей не мав;
- Єлизавета (1679—1680) померла в дитячому віці;
- Йоганна (1680—1704) — дружина герцога Мекленбург-Штреліца Адольфа Фрідріха II, дітей не мали.

## Нагороди
Орден Слона (Данія) (1678)